# 新西蒂奧 (北里約格朗德州)

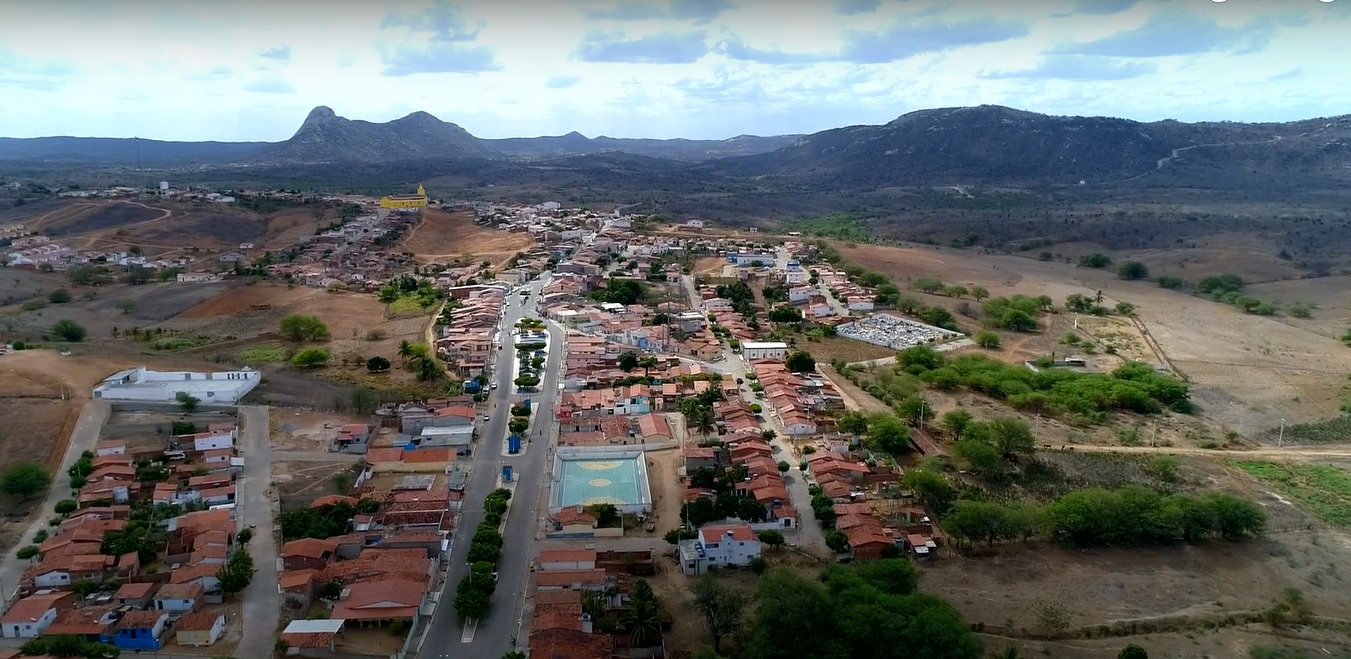
新西蒂奧

新西蒂奧（葡萄牙語：Sítio Novo），是巴西的城鎮，位於該國東北部，由北里約格朗德州負責管轄，始建於1958年，面積213平方公里，2010年人口5,384，人口密度每平方公里25.22人。